# Felicity Palmer
Dame Felicity Joan Palmer DBE (* 6. April 1944 in Cheltenham) ist eine englische Opern-, Oratorien- und Liedsängerin (Mezzosopran, Sopran).

## Leben
Palmer studierte 1962 bis 1967 an der Londoner Guildhall School of Music and Drama (mit Schwerpunkt Oratorium und Lied) und danach an der Hochschule für Musik und Theater München bei Marianne Schech. Außerdem nahm sie Unterricht bei Vera Rozsa in London und sang im John Alldis Chor und mit dem Purcell Consort. 1968 bis 1969 war sie Mitglied der King’s Singers und damit bis heute das einzige weibliche Ensemblemitglied. 1970 gewann sie den ersten Preis in der Kathleen Ferrier Memorial Fellowship und hatte ein Jahr später ihr Operndebüt als Dido in Purcells Dido and Aeneas an der Kent Opera (vorher war sie schon mit Purcells Dioclesian in der Queen Elizabeth Hall in London aufgetreten). 1973 hatte sie an der Houston Grand Opera ihr US-Debüt mit Mozarts Figaros Hochzeit, und 1975 sang sie das erste Mal mit der English National Opera in Mozarts Zauberflöte als Pamina. Seitdem hat sie an vielen der größten Opernhäuser gesungen, wie der Metropolitan Opera in New York, den Opernhäusern von Chicago und San Francisco, am Royal Opera House in Covent Garden, an der Mailänder Scala, an der Deutschen Oper Berlin, der Bayerischen Staatsoper (u. a. Fricka in Wagners Ring), an der Bastille-Oper in Paris, bei den Salzburger Festspielen (zuerst 1988) und auf dem Glyndebourne-Festival (Debüt 1985 als Florence in Albert Herring von Benjamin Britten). Neben der Oper tritt sie auch viel als Konzert- und Oratoriensängerin auf. In England singt sie auch viel in Gilbert-und-Sullivan-Operetten. 2003 spielte sie in Covent Garden die Mrs. Lovett in Stephen Sondheims Sweeney Todd.
Palmer ist Professor am Royal College of Music in London.
1993 wurde sie Commander und 2011 Dame Commander of the Order of the British Empire.